# Impost sobre transmissions patrimonials immobiliàries
L'impost sobre transmissions patrimonials immobiliàries (sovint conegut sota l'acrònim ITP) és un tribut indirecte que grava les transmissions inter vivos de tota classe de béns immobles situats al territori del Principat d'Andorra així com la constitució i la cessió de drets reals sobre aquests mateixos béns.
Als efectes d'aquest impost, són obligats tributaris els adquirents dels béns o drets objecte de la transmissió, o aquells a favor dels quals es constitueixi o cedeixi un dret real. L'impost es merita en el moment de la transmissió, la constitució o la cessió dels béns o drets que en són objecte de gravamen.
L'ITP va ser introduït al sistema tributari andorrà a través de la Llei de l'impost sobre transmissions patrimonials immobiliàries, aprovada el 29 de desembre del 2000. Es tracta d'un impost compartit entre l'Administració general i l'Administració comunal, per la qual cosa el tipus de gravamen final depèn del tipus de gravamen que fixin tant l'Administració de l'Estat com els diferents comuns.
Inicialment, el tipus de gravamen estatal era del 1,25% del valor real dels béns transmesos o del dret que es constitueix o cedeix. El tipus de gravamen comunal, establert per les ordinacions de cada parròquia no podia excedir del 1,25%. Aquest tipus de gravamen ha estat modificat posteriorment, de forma que el tipus de gravamen estatal actual és de l'1%, i el tipus de gravamen comunal és del 3% a totes les parròquies. Així doncs, actualment, el tipus de gravamen aplicable és del 4%.
La gestió i recaptació de l'ITP correspon al Departament de Tributs i Fronteres, dependent del Ministeri de Finances del Govern d'Andorra, el qual, posteriorment, transfereix als comuns la part de la recaptació que els correspon.

## Exempcions
La Llei 7/2006, del 21 de juny, de modificació de la Llei de l'impost sobre transmissions patrimonials immobiliàries va introduir una exempció per a les persones físiques que adquireixin un habitatge per primera vegada amb la finalitat de destinar-ho a habitatge habitual i permanent sota una condicions d'ingressos i preu, entre d'altres.
Així mateix, la normativa de l'impost estableix que en resten exemptes les transmissions de béns immobles i constitucions de drets reals realitzades a favor de les següents institucions:
- el Consell General d'Andorra
- el Govern andorrà
- els comuns
- els quarts
- les entitats parapúbliques o de dret públic
- els coprínceps quan actuïn en la seva qualitat de caps d'estat
- l'Església catòlica